# 제23회 모스크바 국제 영화제
제23회 모스크바 국제 영화제는 2001년 6월 21일에 열린 시상식이다.

## 수상 및 후보

### 대상
- 빌리버 - 헨리 빈 수상

### 심사위원특별상
- 언더 더 스킨 오브 시티 - 락샨 바니 에테마드 수상

### 여우주연상
- 유원경몽 - 미야자와 리에 수상

### 남우주연상
- 더 퀵키 - 블라디미르 마쉬코프 수상

### 감독상
- 불공평한 경쟁 - 에토레 스콜라 수상

### FIPRESCI상
- Blind guys - Peter Timar 수상

### FIPRESCI상-특별언급
- 유원경몽 - 양범 수상